# Podhajský mlýn (Suchov)
Podhajský mlýn (Pod Kozimelkou) v Suchově v okrese Hodonín je vodní mlýn, který stojí na samotě jižně od obce na řece Velička. Je chráněn jako nemovitá kulturní památka České republiky.

## Historie
Mlýn je zakreslen na mapě Císařských povinných otisků z roku 1827. Roku 1878 byl přestavěn.
 V roce 1930 již nebyl v provozu.

## Popis
Areál mlýna tvoří obytný dům a  mlýnice s valchou. Volně zastavěný pozemek je rozdělen státní silnicí. Štítem k silnici je orientována hlavní budova s komorami v 1. patře. Ve svahu je mlýnice se zbytky nosného kamenného zdiva a střechy v prodloužení obytné části. Z technického zařízení jsou v dobrém stavu pouze mlýnské kameny.
Obydlí pod jednou střechou s mlýnem nemá ohniště; v černé kuchyni se dochoval pouze mandrholec (klenba s dřevěným překladem), pec je vybouraná. Stropy ve všech místnostech jsou trámové, rošt ve světnici nese letopočty 1893 a 1878, na původně hliněné podlaze je položeno linoleum. Druhá část obydlí je složena stejně, obsahuje navíc černou kuchyň a jizbu s pecí s kachlovými kamny.
Voda na vodní kolo vedla náhonem. Mlýnská technologie se nedochovala.